# Da’an (Zigong)

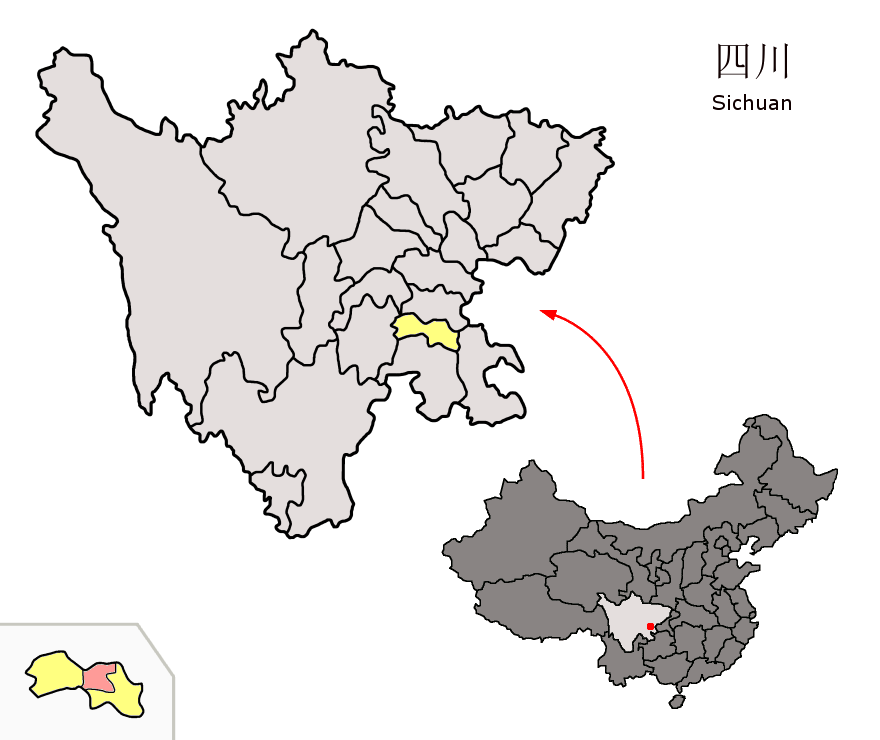
Lage der Stadtbezirke (rosa) der bezirksfreien Stadt Zigong (gelb) in Sichuan.

Der Stadtbezirk Da’an (大安区,  Dà'ān Qū) ist ein Stadtbezirk der bezirksfreien Stadt Zigong in der chinesischen Provinz Sichuan. Er hat eine Fläche von 374,8 km² und zählt 291.645 Einwohner (Stand: Zensus 2020).
Der auf der Liste der Denkmäler der Volksrepublik China stehende Shenhai-Brunnen (燊海井, Shenhai jing) liegt auf seinem Gebiet.